# Ceratonereis turveyi
Ceratonereis turveyi är en ringmaskart som först beskrevs av Anne D. Hutchings och Glasby 1982.  Ceratonereis turveyi ingår i släktet Ceratonereis och familjen Nereididae. Inga underarter finns listade i Catalogue of Life.